# 沃尔夫冈·西德卡
沃尔夫冈·西德卡（德語：Wolfgang Sidka，1954年5月26日—），德国足球主教练，前队员。

## 荣誉
云达不来梅
- 歐洲足協圖圖盃: 1998[2]